# Cedar Grove (Nuevo México)
Cedar Grove es un lugar designado por el censo del condado de Santa Fe, Nuevo México, Estados Unidos. Según el censo de 2020, tiene una población de 549 habitantes.
En los Estados Unidos, un lugar designado por el censo (traducción literal de la frase en inglés census-designated place, CDP) es una concentración de población identificada por la Oficina del Censo exclusivamente para fines estadísticos.

## Geografía
Está ubicado en las coordenadas 35°10′38″N 106°10′1″O / 35.17722, -106.16694. Según la Oficina del Censo de los Estados Unidos, tiene una superficie total de 33.09 km², de la cual 33.06 km² corresponden a tierra firme y 0.03 km² están cubiertos de agua.

## Demografía
Según el censo de 2020, hay 549 personas residiendo en la zona. La densidad de población es de 16.61 hab./km². El 79.4% de los habitantes son blancos, el 1.3% son afroamericanos, el 2.0% son amerindios, el 4.7% son de otras razas y el 12.6% son de una mezcla de razas. Del total de la población, el 17.9% son hispanos o latinos de cualquier raza.